# Wartburg
För andra betydelser, se Wartburg (olika betydelser).

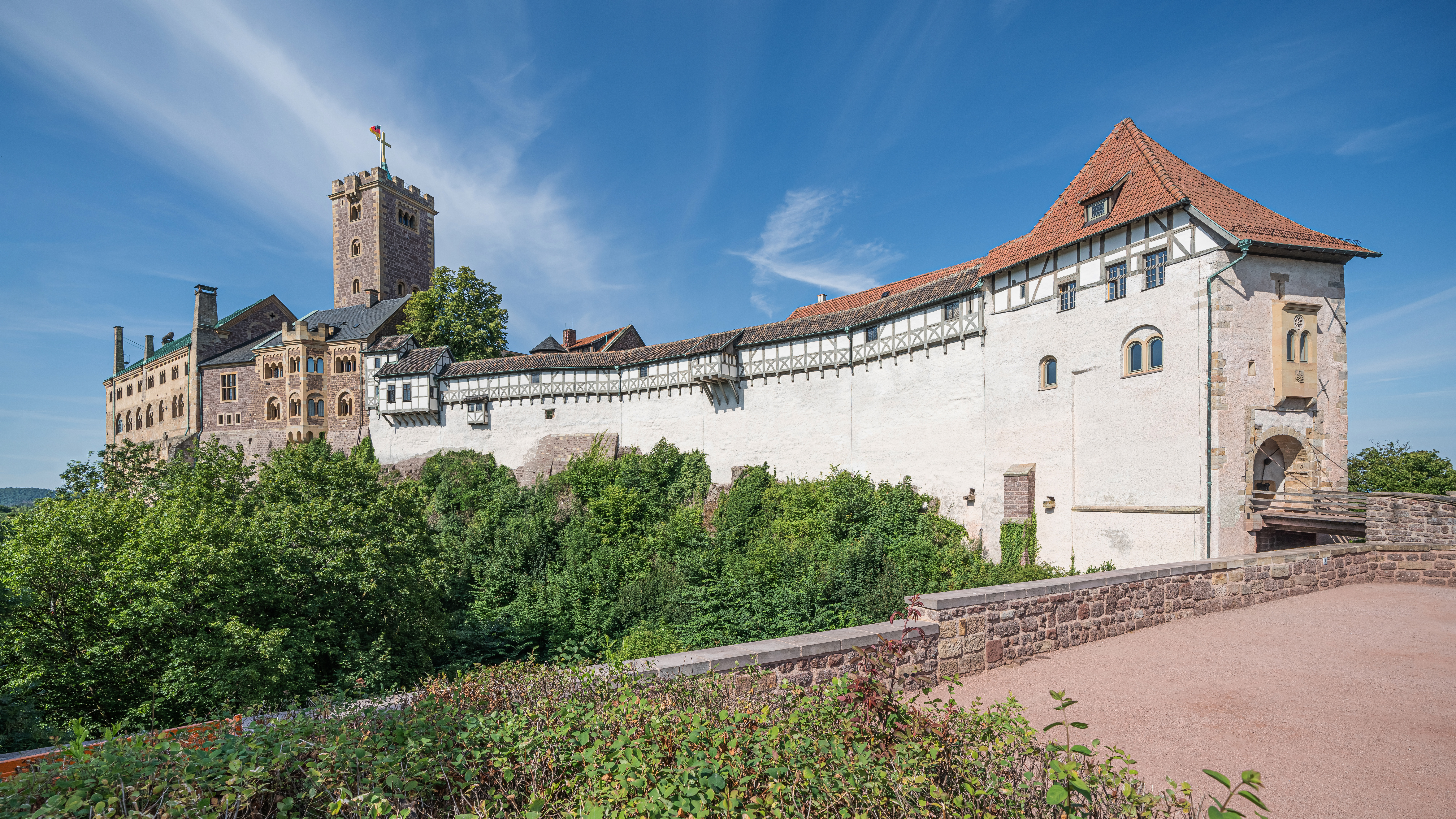
Wartburg. Till vänster det medeltida palatset.

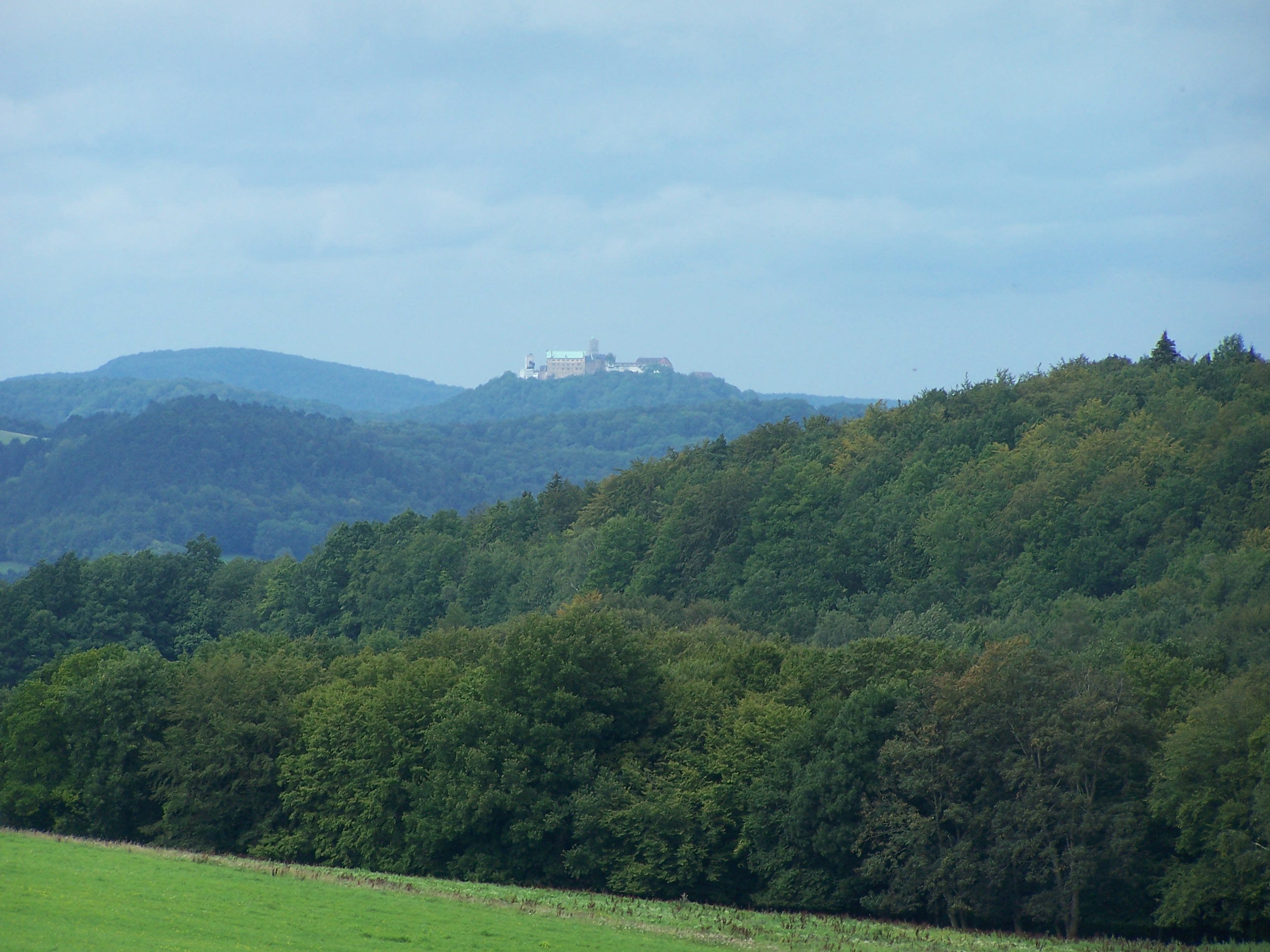
Utsikt mot Wartburg från öster.

Wartburg är en medeltida borg i centrala Tyskland, belägen på en bergskam 220 meter över staden Eisenach i Thüringen. Borgen är sedan 1999 listad som världsarv.
Wartburg var under medeltiden residens för lantgrevarna av Thüringen och kopplas till flera kända händelser i Tysklands historia. Sångarstriden på Wartburg utspelade sig här, som senare bland annat inspirerade Richard Wagners opera Tannhäuser. Helgonet Elisabet av Thüringen levde på borgen under början av 1200-talet och 1521 översatte Martin Luther Nya Testamentet till tyska medan han bodde gömd på slottet. Under 1800-talet blev Wartburg en känd tysk nationalsymbol och plats för nationalistiska politiska studentmöten, Wartburgfesterna. Efter storhertigen Vilhelm Ernst av Sachsen-Weimars abdikation vid novemberrevolutionen 1918 övergick borgen till att förvaltas av en stiftelse, Wartburgstiftung, och är sedan 1930-talet museum.

## Byggnadshistoria

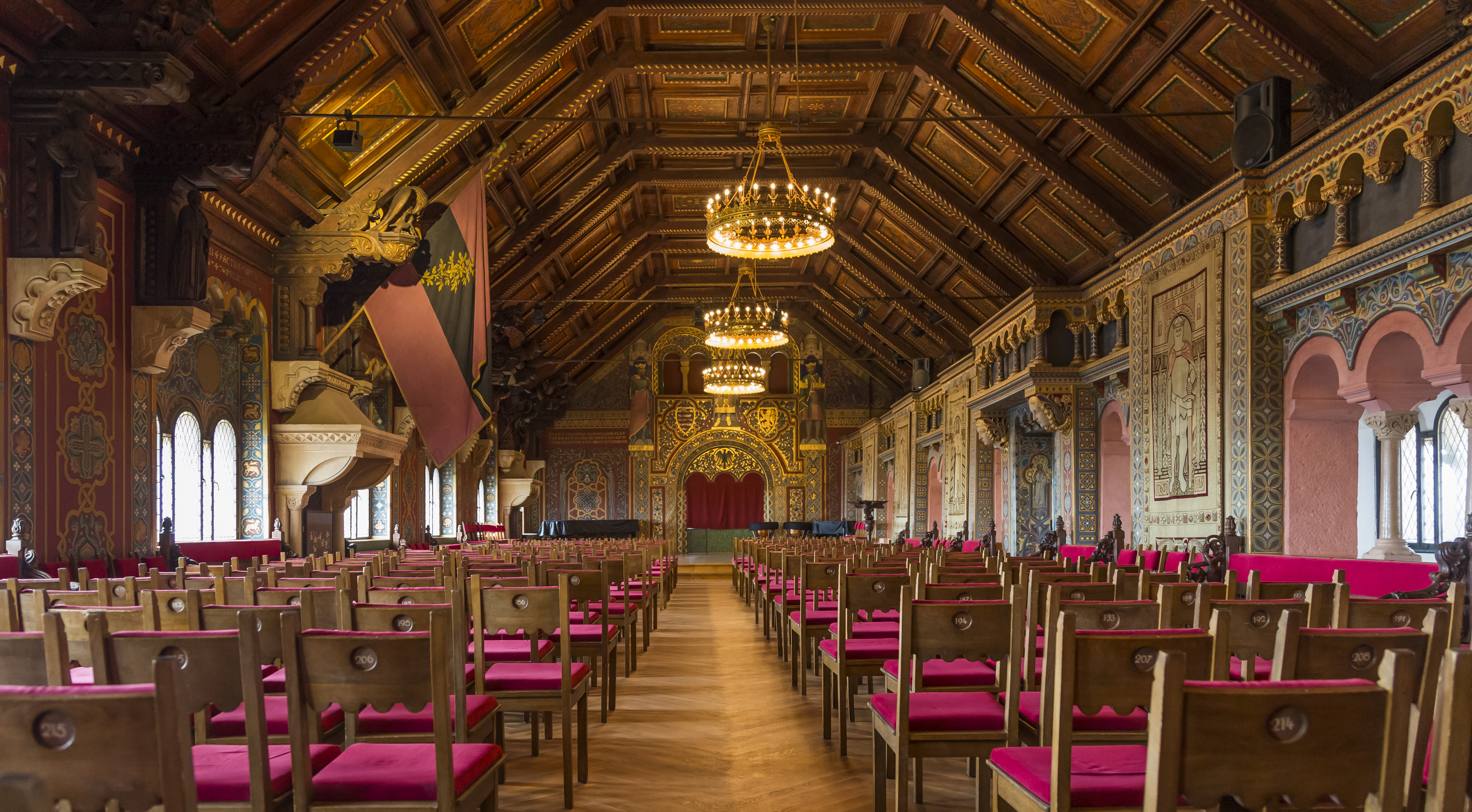
Festsalen i hovborgen.

Borgen uppfördes sannolikt omkring 1070, av lantgreven Ludvig Springaren. Borgen utgjorde residens för lantgrevarna av Thüringen fram till 1247. Under 1800-talet genomgick borgen en större renovering och ombyggnad i historicistisk stil som gav den sitt huvudsakliga nuvarande utseende. Borgen är indelad i två huvudsektioner: förborgen (ty. Vorburg) och hovborgen (Hofburg).
Förborgen, där vindbrygga och porttorn finns, utgjorde ursprungligen vaktrum och gästrum för främmande riddare (ritterhaus). Under 1900-talets början bodde borgkommendanten här.
I fogdehuset märks Luthersrummet, där Martin Luther uppehöll sig maj 1521 - mars 1522 på Wartburg under pseudonymen "Junker Jörg". Under denna tid översatte han Nya Testamentet från latin till högtyska. Enligt en känd sägen lär han ha sett djävulen i rummet och då kastat sitt bläckhorn i väggen i ett försök att jaga bort inkräktaren. På väggen finns fortfarande en fläck, dock måste det betvivlas om det verkligen är det bläck som för 500 år sedan fanns i Luthers bläckhorn. Rummets möblemang är av senare datum.
Ett burspråk som infogades 1872 i fogdehuset tillhörde ursprungligen ett hus i Nürnberg.
Hofburg inrymmer "Dirnitz" (tjänstepersonalens bostad), gästhuset (Gadem), frustugan, huvudtornet (kärnan), alla fyra nybyggda på 1800-talet, samt det storartade lantgrevehuset, ett trevånings furstepalats från 1100-talet i romansk stil, under århundradenas lopp betydligt vanställt, men 1838-1867 återställt i sina gamla former. Bland konstverk i de restaurerade rummen är Moritz von Schwinds fresker i lantgreverummet, i sångarsalen en stor fresk, framställande sångarstriden på Wartburg, och i Elisabetsgalleriet. I kapellet finns bl.a. glasmålningar (till en del gamla), i heliga Elisabets Kemenate nya mosaikmålningar.

## Borgen idag som turistmål

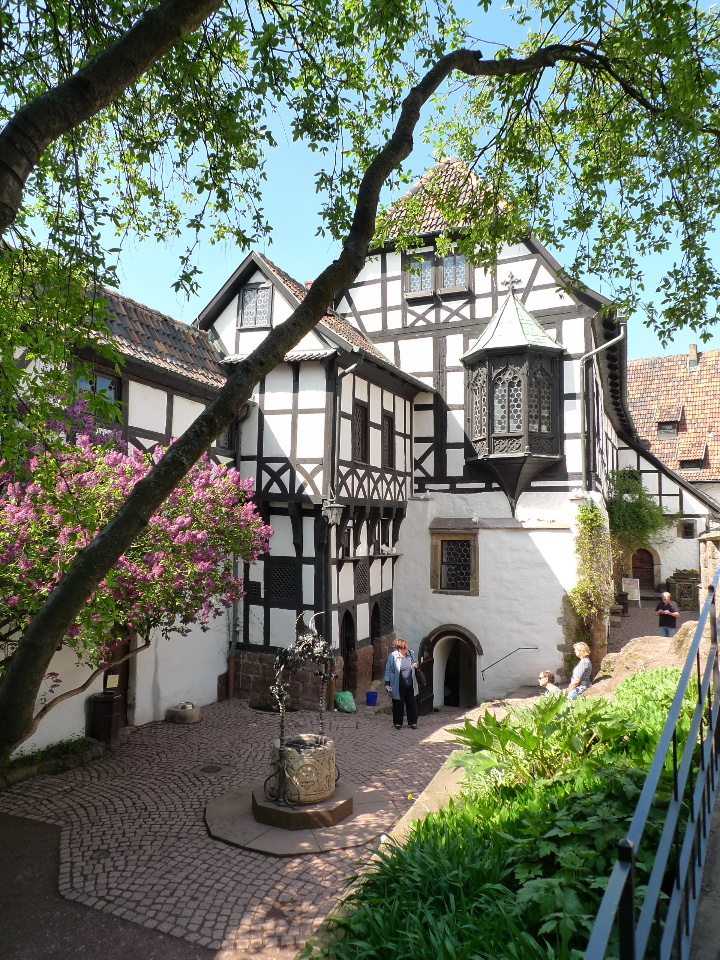
Vy mot fogdehuset från yttre borggården.

Wartburg är sedan 1930-talet ett välbesökt museum, med 350 772 betalande besökare 2014. Borgen är sedan 1999 upptagen på Unescos världsarvslista. Borgen kan nås till fots eller med lokalbuss från Eisenachs centrum. I anslutning till borgen finns ett hotell med restaurang, samt vandringsleder för friluftsturister. Slottet används även som konsertlokal och för lokala evenemang.